# Montsûrs

Montsûrs este o comună în departamentul Mayenne, Franța. În 2009 avea o populație de 2,098 de locuitori.